# Antiscranciola bisignata
Antiscranciola bisignata är en fjärilsart som beskrevs av Sergius G. Kiriakoff 1967. Antiscranciola bisignata ingår i släktet Antiscranciola och familjen tandspinnare. Inga underarter finns listade i Catalogue of Life.